# Múscul llarg del coll
El múscul llarg del coll (musculus longus colli) es troba a la superfície anterior de la columna vertebral, entre l'atles i la tercera vèrtebra toràcica. És ampli en el centre, estret i punxegut en els extrems. Es compon de tres parts:
- La part obliqua superior sorgeix dels tubercles anteriors de les apòfisis transverses de la tercera, quarta i cinquena vèrtebres cervicals i, ascendint obliquament amb una inclinació medial, s'insereix mitjançant un tendó estret al tubercle en l'arc anterior de l'atles.
- La part obliqua inferior, la part més petita del múscul, sorgeix de la part frontal dels cossos de les dues o tres primeres vèrtebres toràciques, i, pujant obliquament en una direcció lateral, s'insereix en els tubercles anteriors de les apòfisis transverses de la cinquena i sisena vèrtebres cervicals.
- La part vertical, a continuació, des de la part frontal dels cossos dels tres toràcica superior i inferior de tres vèrtebres cervicals, i s'insereix en la part frontal dels cossos de la segona, tercera i quarta vèrtebra cervical.

## Imatges
Imatges de disseccions on apareix el múscul llarg del coll.

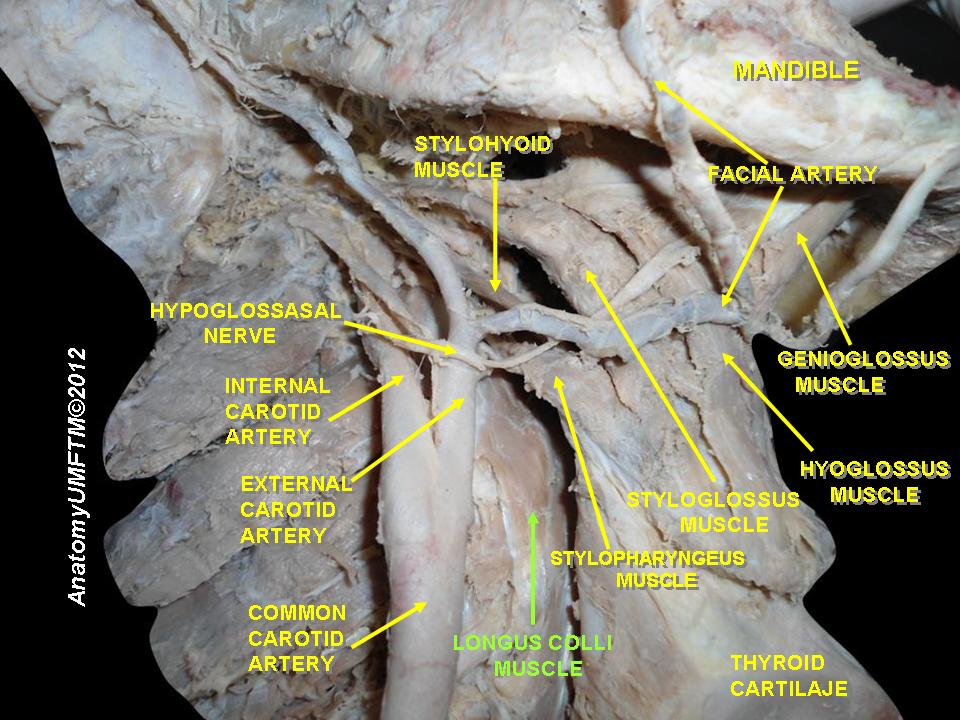
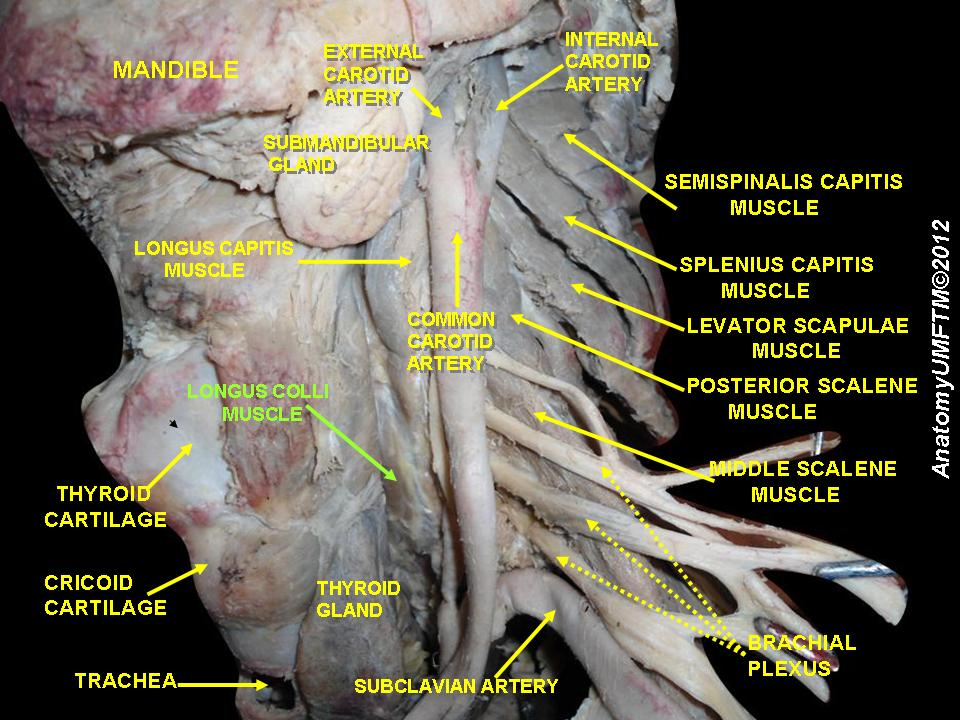
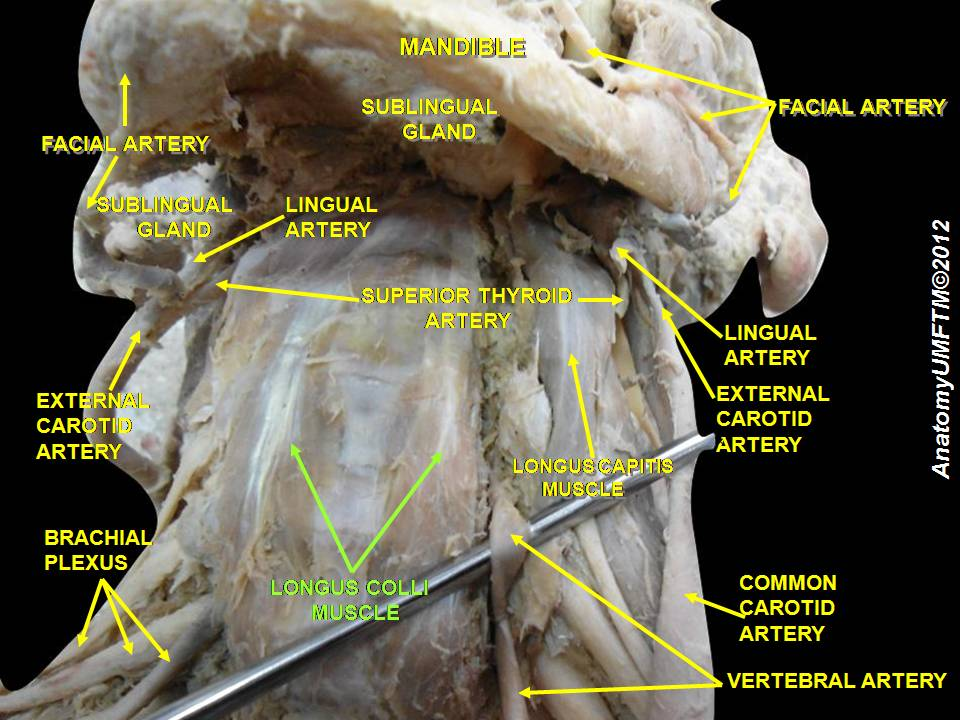